# Haidar Abdul-Jabar
Haidar Abdul-Jabar Kadhim (arabe : حيدر عبدالجبار كاظم) (né le 25 août 1976 en Irak) est un footballeur international irakien, qui évolue au poste de défenseur.

## Biographie

### Carrière en sélection
Avec l'équipe d'Irak, il a joué 34 matchs (pour aucun but inscrit) entre 1997 et 2004. Il figure dans le groupe des sélectionnés lors des coupes d'Asie des nations de 1996 et de 2004.
Il participe également aux JO de 2004. Il joue 5 matchs lors du tournoi olympique.